# جون بينغهام (لاعب كريكت)
جون بينغهام (بالإنجليزية: John Bingham)‏ (15 يوليو 1864 في أستراليا - 23 يوليو 1946 في أستراليا) هو لاعب كريكت أسترالي. لعب مع فريق تسمانيا للكريكت.

## وصلات خارجية
- جون بينغهام (لاعب كريكت) على موقع إي آس بي آن كريك إنفو (الإنجليزية)